# مطار ماريدي
مطار ماريدي (بالإنجليزية: Maridi Airport)‏ هو مطار يخدم مدينة ماريدي في جنوب السودان.